# Bistrica (Ribnica)
Die Bistrica ist ein Karstfluss auf dem Gebiet der Gemeinden Sodražica und Ribnica in  Slowenien in der historischen Landschaft Unterkrain.

## Verlauf
Die etwa 24 km lange Bistrica entspringt aus zwei Karstquellen östlich von Kotel (Gemeinde Sodražica) im Karstplateau Velika Gora. Sie fließt zunächst nach Südosten bis zur Ortschaft Podklanec, dann nach Norden bis Zimarice. Von dort fließt sie in südöstlicher Richtung durch Sodražica und dann nach Osten bis zum nordöstlichen Rand der Ribnica Polje. Sie wendet sich dann nach Süden, durchfließt die Stadt Ribnica und versickert in Zeiten niedrigen Wasserstandes bei Dolenja vas im Karst.